# بوم!
بوم! (انگلیسی: Boom!) فیلمی درام به کارگردانی جوزف لوزی است که در سال ۱۹۶۸ منتشر شد.

## بازیگران
- الیزابت تیلور
- ریچارد برتون
- نوئل کاوارد
- جوانا شیمکوس
- مایکل دان
- رومولو والی
- هاوارد تیلور